# OBS 드라마극장
《OBS 드라마극장》은 매주 평일 저녁 6시 20분에 방송된 드라마다.

## 방영작
2013년
- 궁중잔혹사 - 꽃들의 전쟁 
 (2013년 3월 23일 ~ 2013년 9월 8일)